# Immeuble, 25 rue de Decize
L'immeuble, 25 rue de Decize est situé sur la commune de Moulins (France).

## Localisation
L'immeuble est situé sur la commune de Moulins, dans le département de l'Allier, en région Auvergne-Rhône-Alpes.

## Description
L'immeuble est une maison bourgeoise du XVIIIe siècle agrémentée d'un jardin d'hiver créé au début du XXe siècle offrant un exemple du style 1900, avec fonte, fer et céramique. La maison se compose d'un corps de bâtiment principal donnant sur la rue et d'un petit corps de bâtiment en retour prolongé par un autre bâtiment plus élevé. Ces deux façades, typiquement bourbonnaises, sont édifiées en briques polychromes roses et brunes dessinant des losanges. Le jardin d'hiver est vitré sur deux côtés. Sur un soubassement en calcaire blanc, s'élève un vitrage inséré dans une ferronnerie peinte en vert, surmonté d'une petite balustrade également en fer forgé. À l'intérieur du jardin d'hiver, les deux murs et le plafond sont entièrement recouverts de grès flammés. Les murs sont divisés en deux par une disposition rappelant une cimaise : à la partie inférieure, le décor est composé de simples carreaux aux teintes vertes, orangées, jaunes, alors qu'au-dessus il s'agit d'un décor en relief rappelant des fleurs et leurs feuilles. Au plafond, de petits carreaux font penser à ceux de la partie inférieure du mur.

## Historique
L'immeuble est inscrit et classé partiellement au titre des monuments historiques par arrêtés du 4 février 1976.

## Protection
Éléments protégés : les façades et les toitures : inscription par arrêté du 4 février 1976 ; Jardin d'hiver : classement par arrêté du 4 février 1976.

## Galerie

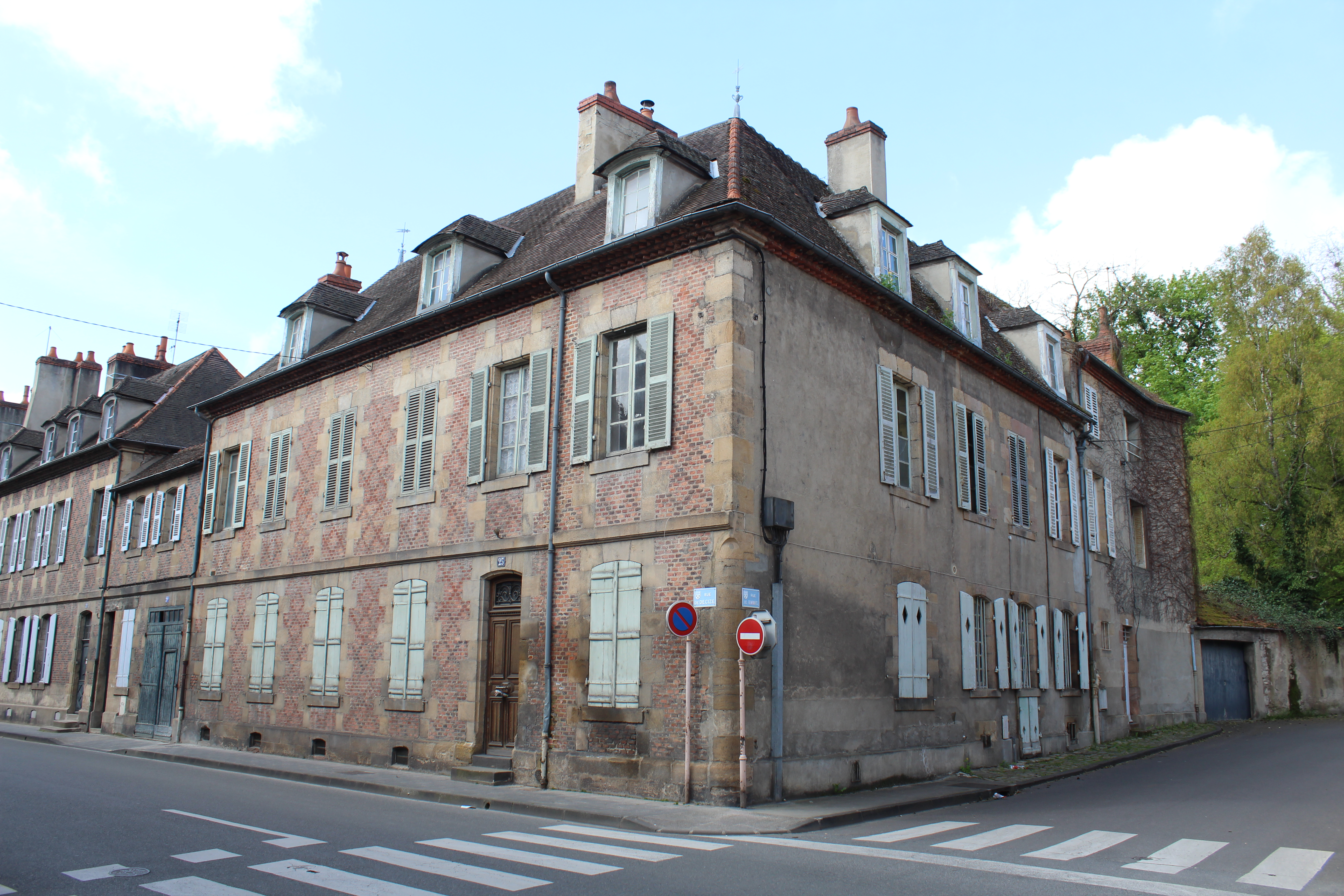
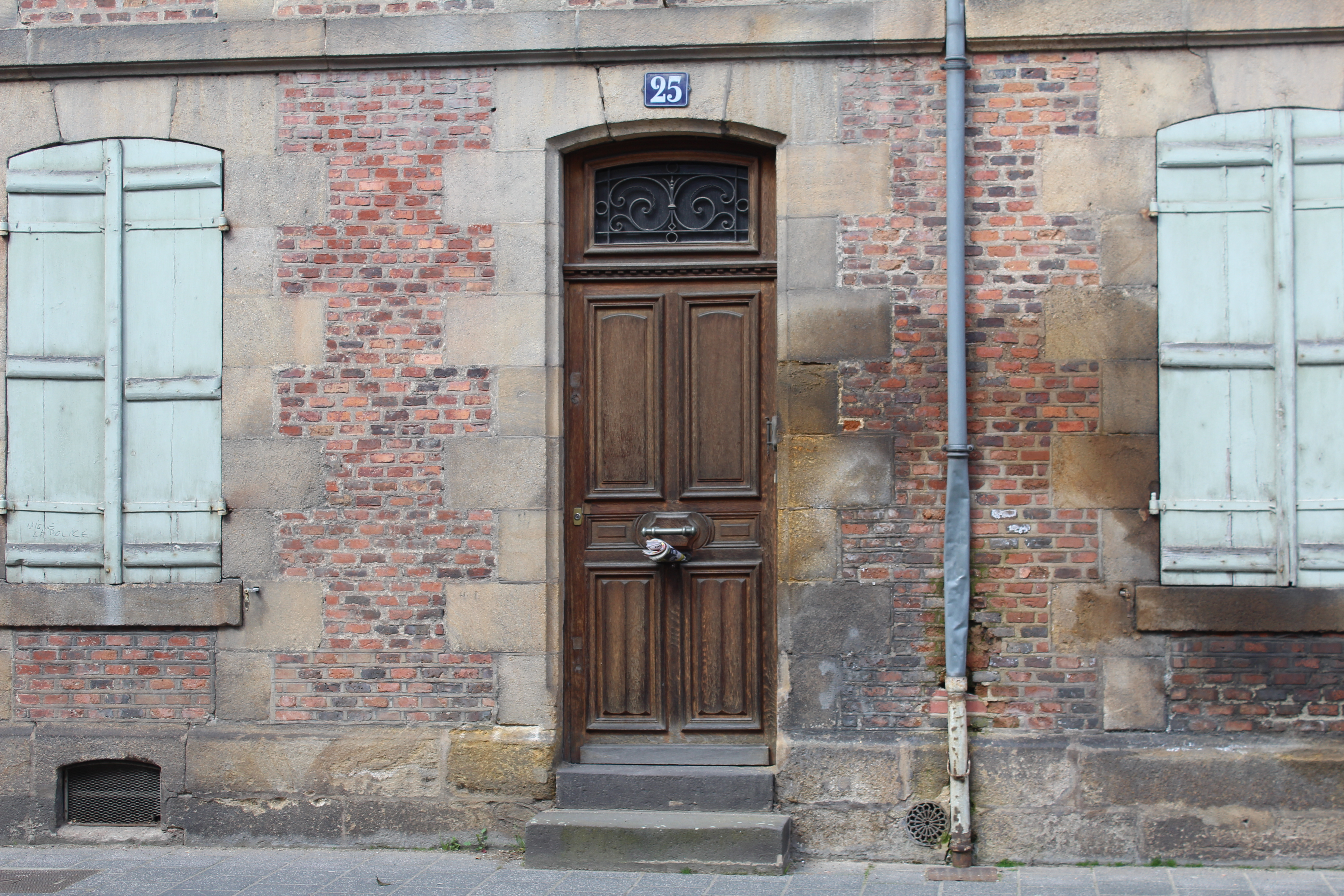
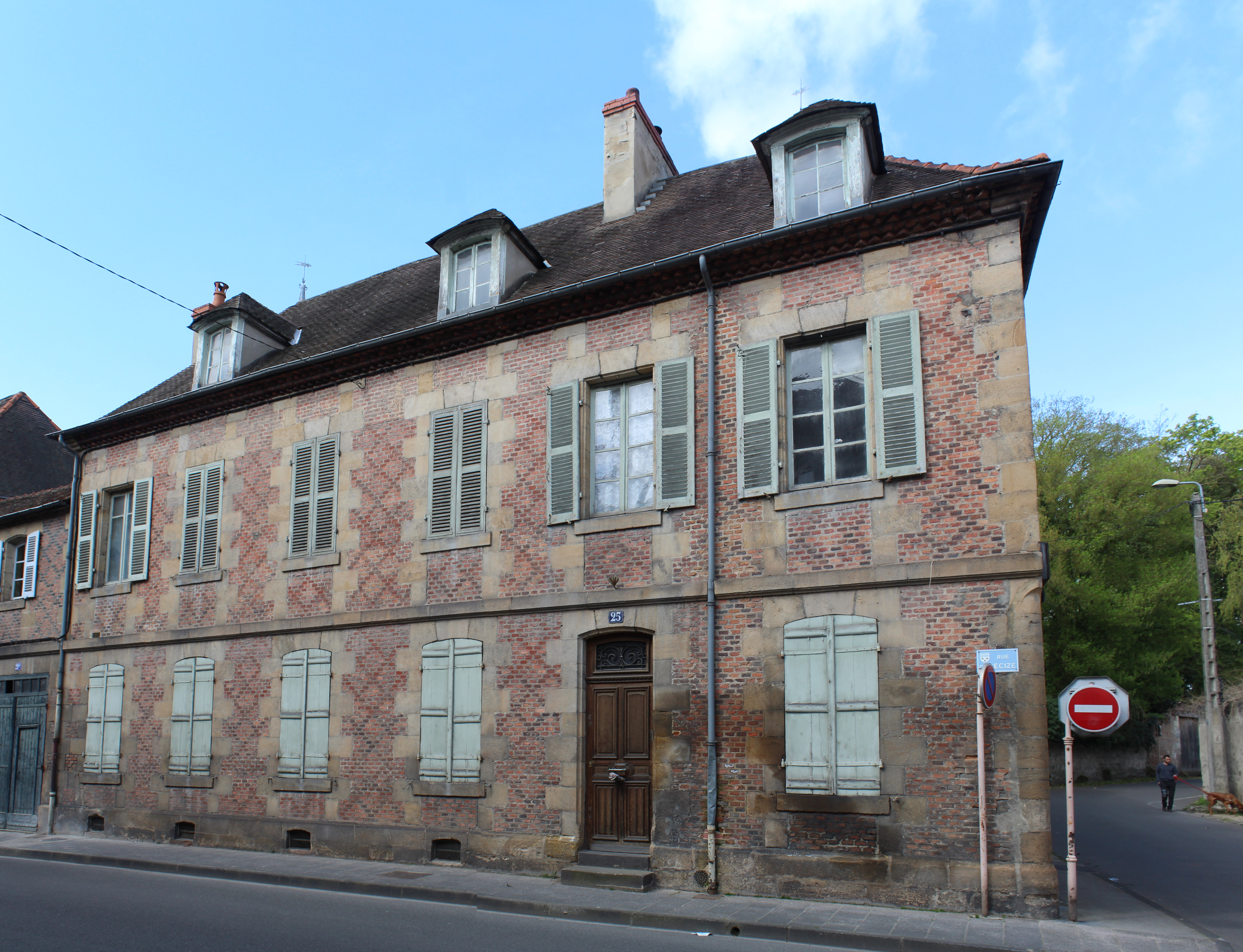